# Moklen (langue)
Cet article concerne la langue moklen. Pour le peuple moklen, voir Moklen.
Le moklen est une langue austronésienne parlée en Thaïlande, à Phuket et dans la province de Phangnga. La langue appartient à la branche malayo-polynésienne des langues austronésiennes.

## Classification
Le moklen est une des deux langues moken-moklen, un groupe des langues malayo-polynésiennes occidentales. 

## Phonologie
Les tableaux présentent la phonologie du moklen parlé en Thaïlande, les consonnes et les voyelles.

### Voyelles
|         | Antérieure    | Centrale      | Postérieure   |
| ------- | ------------- | ------------- | ------------- |
| Fermée  | i [i] iː [iː] | ɯ [ɯ] ɯː [ɯː] | u [u] uː [uː] |
| Moyenne | e [e] eː [eː] | ə [ə] əː [əː] | o [o] oː [oː] |
| Ouverte | ɔ [ɔ] ɔː [ɔː] | a [a] uː [aː] | ɛ [ɛ] ɛː [ɛː] |

### Diphtongues
Contrairement au moken, le moklen ne distingue pas entre voyelles lâches et tendues. Il possède des diphtongues: ia, ɛo, ay [aj], ɯə, əy [əj], uy [uj], uə et aw.

### Consonnes
|              |              | Bilabiales | Alvéolaires | Dorsales | Dorsales | Glottales |
| ------------ | ------------ | ---------- | ----------- | -------- | -------- | --------- |
| Palatales    | Vélaires     | Bilabiales | Alvéolaires |          |          | Glottales |
| Occlusives   | Sourde       | p [p]      | t [t]       |          | k [k]    | ʔ [ʔ]     |
| Occlusives   | Aspirée      | pʰ [pʰ]    | tʰ [tʰ]     |          | kʰ [kʰ]  |           |
| Occlusives   | Sonore       | b [b]      | d [d]       |          | g [g]    |           |
| Fricative    | Fricative    |            |             |          |          | h [h]     |
| Affriquée    | Sourde       |            |             | c [t͡ʃ]   |          |           |
| Affriquée    | Aspirée      |            |             | cʰ [t͡ʃʰ] |          |           |
| Affriquée    | Sonore       |            |             | j [d͡ʒ]   |          |           |
| Nasale       | Nasale       | m [m]      | n [n]       | ɲ [ɲ]    | ŋ [ŋ]    |           |
| liquide      | liquide      |            | l [l]       |          |          |           |
| Semi-voyelle | Semi-voyelle | w [w]      |             | y [j]    |          |           |

## Sources
- (en) Larish, Michael D., Moken and Moklen, The Austronesian Languages of Asia and Madagascar, pp. 513-533, Routledge Language Family Series, Londres, Routledge, 2005.